# Traum
Traum is een nummer van de Duitse rapper Cro uit 2014. Het is de eerste single van zijn tweede studioalbum Melodie.
"Traum" gaat over een man die op zoek is naar zijn droomvrouw. Het nummer werd een enorme hit in het hele Duitse taalgebied en haalde daar dan ook de nummer 1-positie.